# Alex Greenfield
Alex Greenfield (Barry, 7 september 1990) is een baanwielrenster uit het Verenigd Koninkrijk.
In 2010 nam Greenfield deel aan de Gemenebestspelen.
Ze reed op de baanonderdelen scratch en de puntenrace. Op de puntenrace eindigde ze als dertiende.
Op 21-jarige leeftijd besluit ze te stoppen als wielrenster, en werd ze coach, onder andere van het nationale baanteam van Nieuw-Zeeland.